# Bol'šoj Unzas
Il Bol'šoj Unzas (in russo Большой Унзас?, chiamato anche Большая Речка, Grande Fiume) è un fiume della Russia siberiana occidentale, affluente di sinistra del Mrassu. Scorre nei rajon Taštagol'skij e Novokuzneckij dell'oblast' di Kemerovo. 
Il fiume ha origine a sud-ovest della cittadina di Šeregeš, che attraversa scorrendo in direzione settentrionale fino a sfociare nel Mrassu a 45 km dalla foce. Ha una lunghezza di 106 km e un bacino di 956 km².